# Allamanda blanchetii
Espèce
L’allamanda pourpre, Allamanda blanchetii, est une espèce d'arbuste de la famille des Apocynaceae originaire du Brésil.

## Synonymes
- Allamanda violacea Gardner

## Description

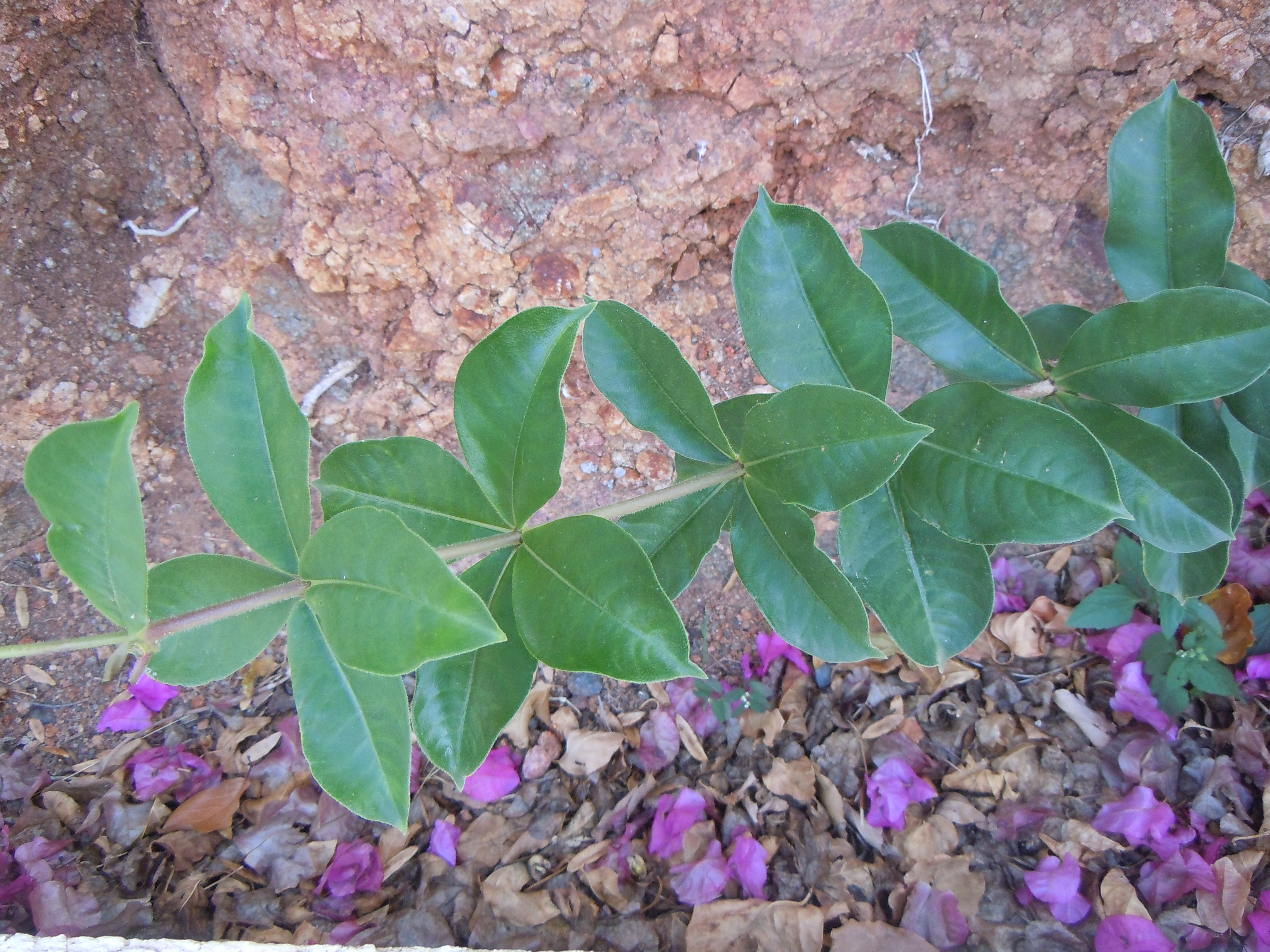
Feuilles en verticille.

Allamanda blanchetii est un arbuste de 2 m de haut.
Les feuilles sont implantées par trois ou quatre en verticille.
La plante possède de grandes fleurs pourpres caractéristiques.

## Distribution
Endémique à l'état de Bahia au Brésil

## Utilisation
L'allamanda pourpre est cultivé dans les régions tropicales comme plante ornementale.